# Jelena Dimitrijević
Jelena J. Dimitrijević, srbska pisateljica, popotnica, feministka in prevajalka, * 27. marec 1862, Kruševac, † 10. april 1945, Beograd.
Bila je prva sodobna srbska ženska, ki je objavila potopisno prozo (1897). Velja tudi za prvo srbsko svetovno popotnico.

## Življenjepis
Jelena J. Dimitrijević se je rodila 27. marca 1862 v Kruševcu kot deseti otrok v družini Stamenke in Nikole Mićkovića, trgovca. Po materini strani je izhajala iz ugledne družine Knez-Milojković, ki je imela pomembno vlogo v zgodovini Pomurja. Po očetovi smrti se je z materjo preselila v Aleksinac, kjer je preživela otroštvo v okolju bogate knjižnice svojega strica Dobroslava Knez-Milojkovića, prvega srbske državnega kemika.
Že v mladosti je utrpela hudo poškodbo očesa, zaradi katere ji je bilo prepovedano branje. Kljub temu se je samostojno izobraževala, obvladala šest jezikov (francoščino, angleščino, ruščino, italijanščino, grščino in turščino) in začela pisati pesmi. Prvo pesem je napisala leta 1878, vendar je njeno literarno ustvarjanje postalo prepoznavno šele po poroki leta 1881 z Jovanom Dimitrijevićem, s katerim sta se preselila v Niš.

## Literarno ustvarjanje
Po preselitvi v Niš je Jelena začela raziskovati življenje muslimanskih žensk in leta 1897 objavila svoje prvo pomembno delo, Pisma iz Niša o haremima (Pisma iz Niša o haremih), ki velja za prvo potopisno delo v srbski literaturi, ki ga je napisala ženska. V tem delu je raziskovala življenje v haremu in položaj žensk v muslimanskih skupnostih.
Nadaljevala je z literarnim ustvarjanjem, ki je vključevalo poezijo, kratke zgodbe in romane. Med njenimi deli so zbirka pesmi Jelenine pesme (1894), kratkoprozna dela, kot so Đul-Marikina prikažnja (1901) in Fati-Sultan, Safi-Hanum, Mejrem-Hanum (1907), ter roman Nove (1912), ki ga je nagradila Matica Srpska. Njena dela pogosto tematizirajo položaj žensk, kulturne in družbene spremembe ter kritiko patrijarhalnih struktur.

## Potovanja in srečanja z izjemnimi osebnostmi
Med letoma 1926 in 1927 je Jelena potovala po Daljnem vzhodu, Vzhodni Aziji, Indiji in Egiptu. V Indiji je imela priložnost srečati indijskega pesnika in nobelovca Rabindranatha Tagorja, katerega filozofija in poezija so močno vplivali nanjo. V Egiptu pa se je seznanila s Hodo Sha’arawi, ustanoviteljico Egiptovske feministične zveze in pomembno zagovornico pravic žensk v muslimanskem svetu. Ti osebni stiki so še dodatno bogatili njeno razumevanje sveta in njeno feministično ter kulturno delovanje.
Svoje izkušnje je zabeležila v številnih potopisnih delih, med drugim Pisma iz Soluna (1918), Pisma iz Indije (1928), Pisma iz Misira (1929), Novi svet ali v Ameriki eno leto (1934), Une vision (1936) in Sedem morij in tri oceane. Pot okoli sveta (1940).

## Pomembnost in zapuščina
Jelena J. Dimitrijević ni bila le pisateljica, temveč tudi humanitarka in feministka. Bila je aktivna članica Srbske književne družbe (danes Društvo pisateljev Srbije) in se je skozi svoje delo zavzemala za pravice žensk ter kulturno emancipacijo. Po njeni smrti so njena dela nekaj časa padla v pozabo, a so jih v osemdesetih letih 20. stoletja znova odkrili akademiki in feministke, zaradi česar velja za pionirko srbske feministične literature.
Umrla je 10. aprila 1945 v Beogradu, stara 83 let.

## Glavna dela
- Jelenine pesme (1894) – pesniška zbirka
- Pisma iz Niša o haremima (1897) – potopis
- Đul‑Marikina prikažnja (1901) – kratke zgodbe
- Fati‑Sultan, Safi‑Hanum, Mejrem‑Hanum (1907) – kratke zgodbe
- Nove (1912) – roman o dilemnah izobraženih muslimank, nagrajen z Matica Srpska nagrado
- Amerikanka (1918)
- Pisma iz Soluna (1918)
- Pisma iz Indije (1928)
- Pisma iz Misira (1929)
- Novi svet ali v Ameriki eno leto (1934)
- Une vision (1936)
- Sedem morij in tri oceane. Pot okoli sveta (1940)